# Stollen (Remscheid)
Stollen ist eine Ortschaft im Norden der nordrhein-westfälischen Großstadt Remscheid. 

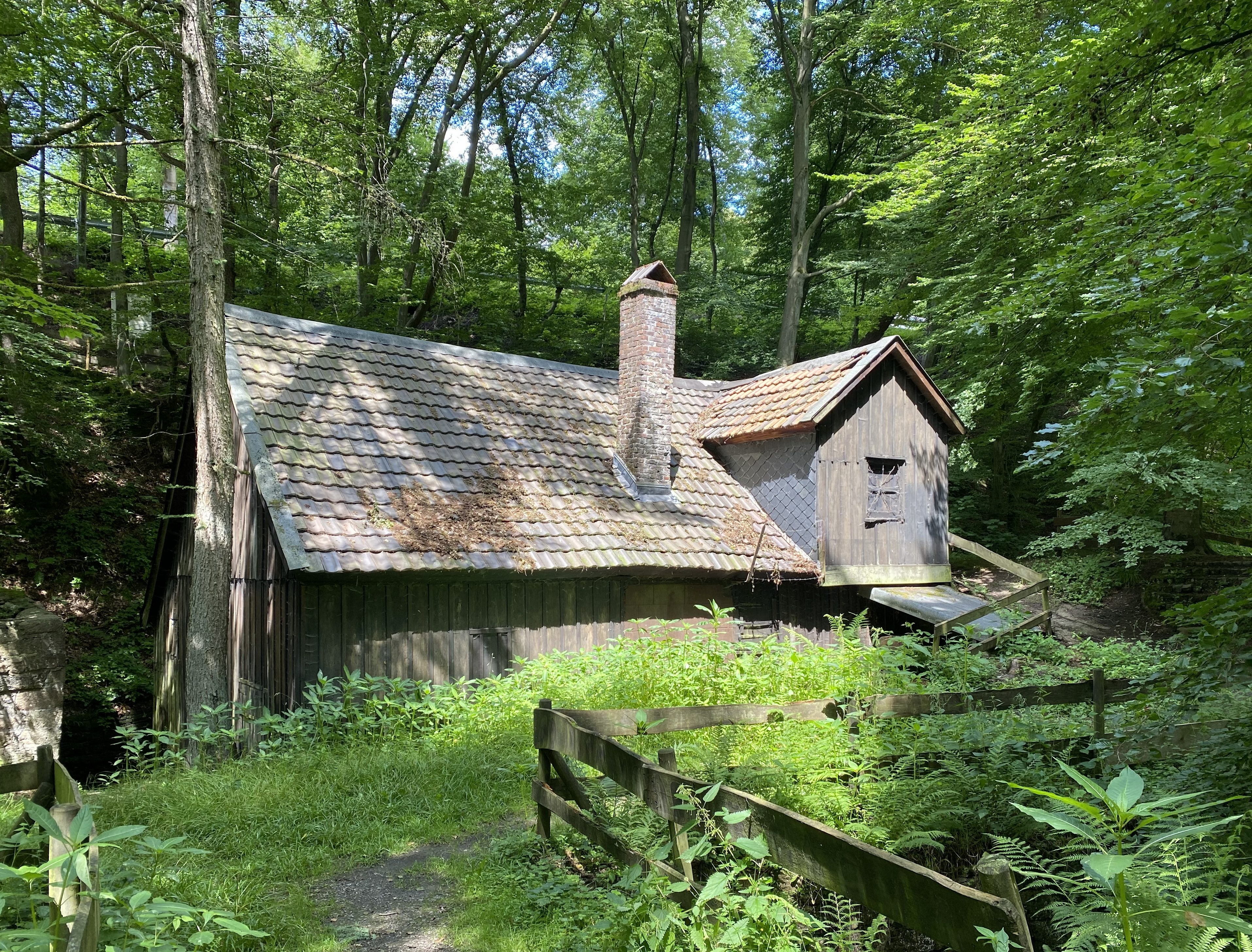
Hilbertshammer am Leyerbach

Sie liegt im Westen des Stadtbezirks Lüttringhausen nahe der Stadtgrenze nach Wuppertal-Ronsdorf.

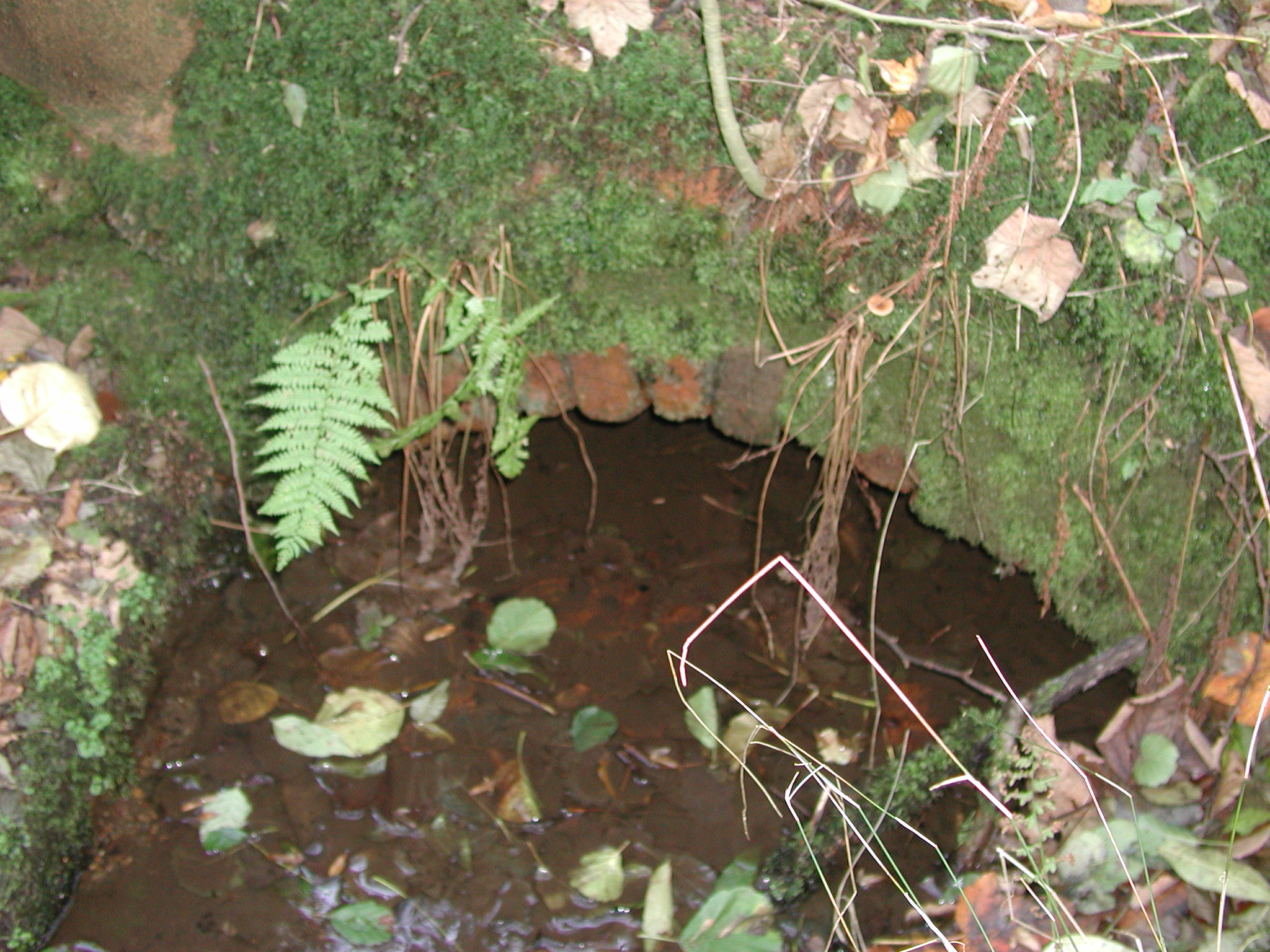
Brücke am ehemaligen Bornscheider Hammer

Zusammen mit dem unmittelbar benachbarten Wohnplatz Leyermühle befindet sich Stollen im Tal des Leyerbachs zwischen Halbach und Clarenbach. Angrenzend sind ferner die Ortschaften Goldenberg und Birgden III.

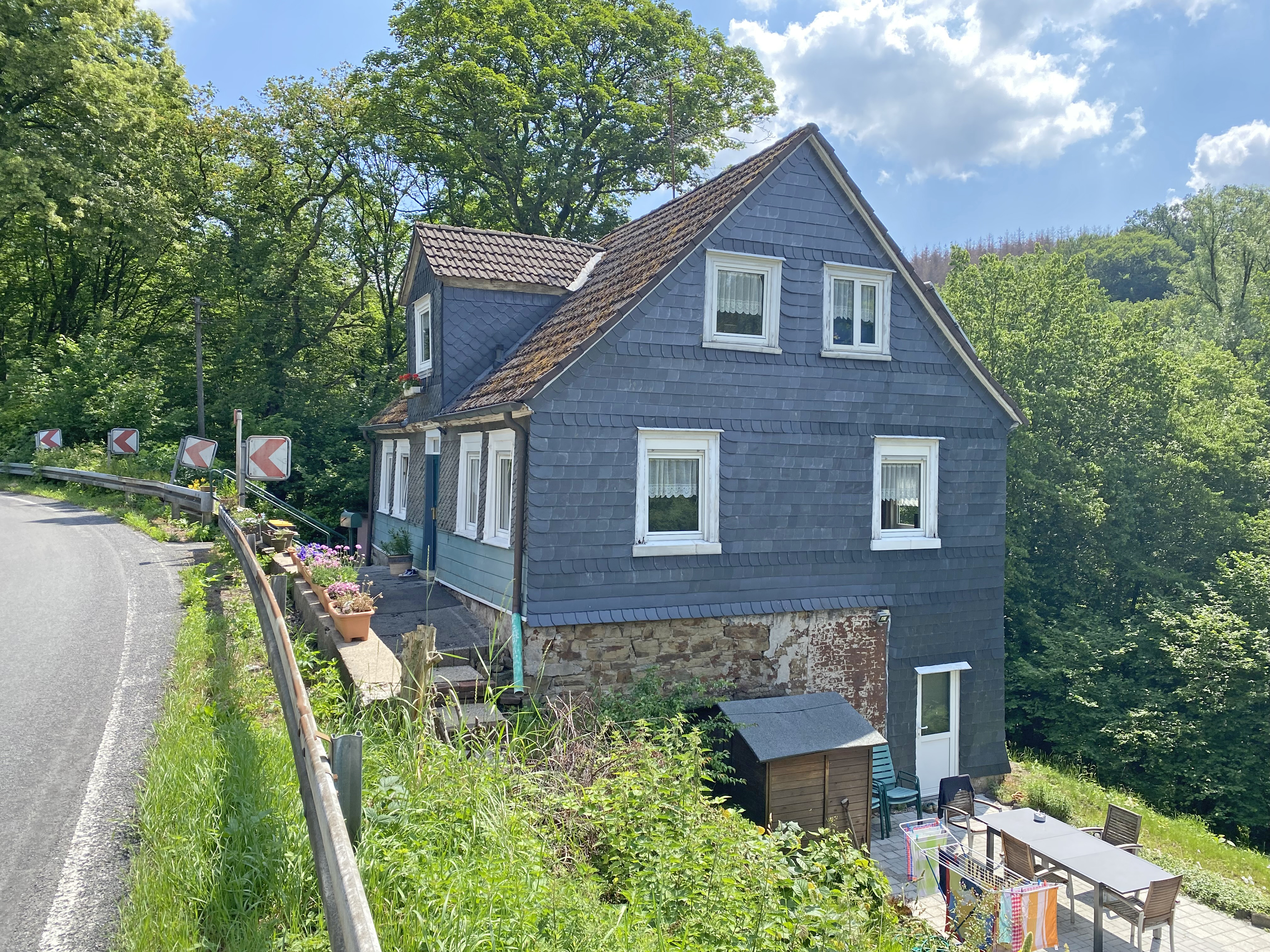
Baudenkmal Stollen 1

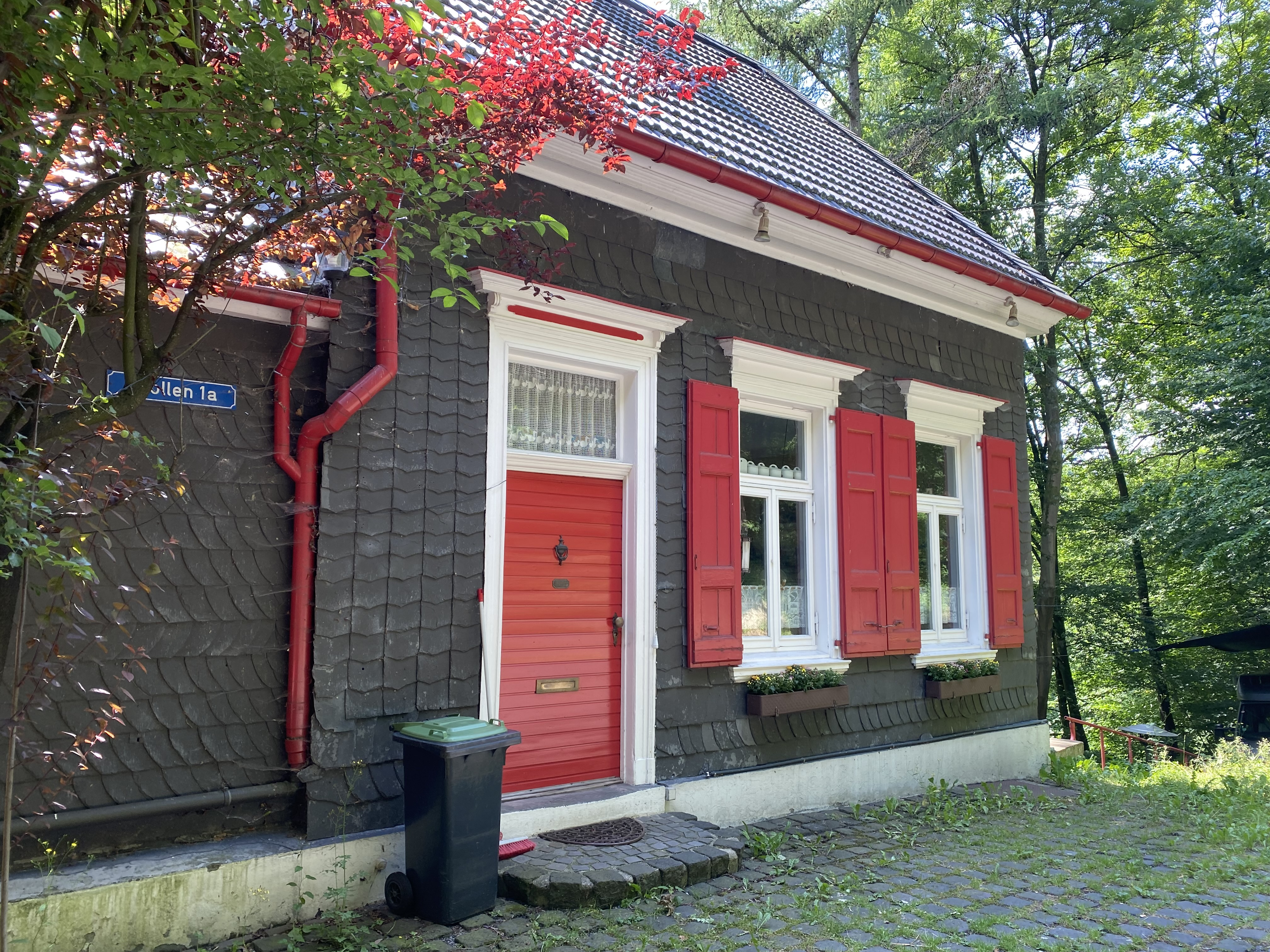
Stollen 1a

Am 21. August 1891 erfolgte der Anschluss an die Ronsdorf-Müngstener Eisenbahn parallel zu der durch das Leyerbachtal verlaufenden Straße Richtung Ronsdorf und Clarenbach; die Anschlussverlängerung nach Müngsten erfolgte noch im selben Jahr. Heute verkehrt eine Stadtbuslinie. Eine Reihe von Wohngebäuden an der Durchgangsstraße nach Ronsdorf bestimmt das Bild – unter ihnen Fachwerk- und Schieferhäuser älterer Jahrgänge. Das Haus Stollen 1 steht unter Denkmalschutz. Ein kleiner steiler Pfad führt von diesem Haus zu dem darunter liegenden Hilbertshammer.
Die Wasserkraft des Leyerbachs wurde seit der vorindustriellen Zeit von Schleifkotten und Wasserhämmern zur Metallverarbeitung genutzt. Noch heute befinden sich hier Betriebe der Kleineisenindustrie. Die alte Brücke zum Bornscheider Hammer, der sich unterhalb von Stollen befindet, ist noch zu sehen.